# 佩克洛峰
45°37′56″N 06°13′52″E / 45.63222°N 6.23111°E

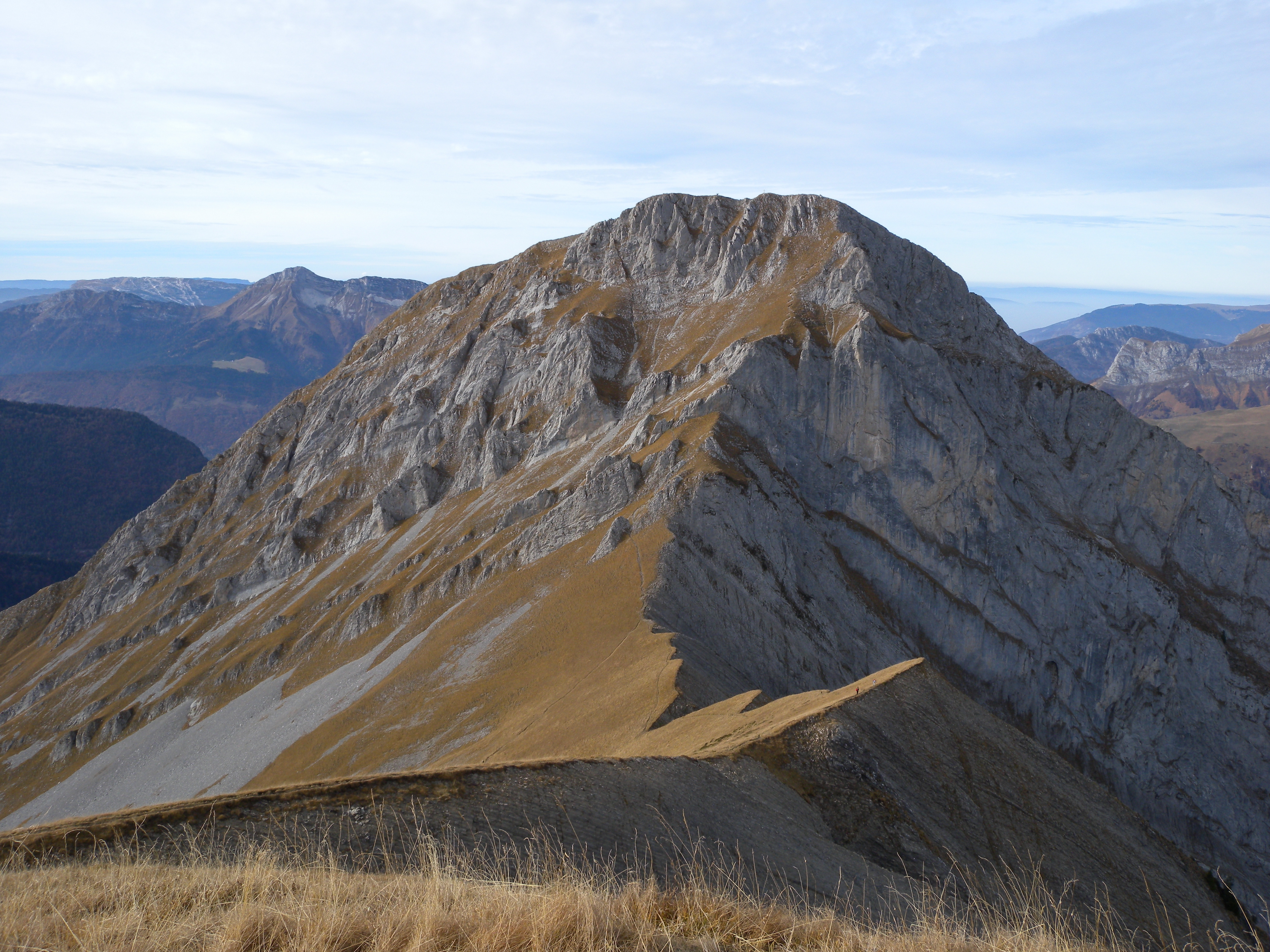

佩克洛峰（法語：Mont Pécloz），是法國的山峰，位於該國東部，由薩瓦省負責管轄，處於首都巴黎東南面500公里，屬於博日山脈的一部分，該山峰海拔高度2,197米。